# Marie Gasquet
Pour les personnes ayant le même patronyme, voir Gasquet.
Marie Girard, dite Marie Gasquet, née le 15 août 1872 à Saint-Rémy-de-Provence, où elle est morte le 26 février 1960 , est une félibresse, un écrivain provençal.

## Biographie
Marie Girard était la fille du poète provençal Marius Girard et l'épouse de Joachim Gasquet, poète et ami de Paul Cézanne.
Réputée pour sa culture et sa beauté, filleule de Frédéric Mistral, elle fut, en 1892, désignée reine du Félibrige. Romancière, directrice de collection chez Flammarion, elle a écrit une dizaine de livres, dont le plus connu est Une enfance provençale, publié en 1926.

## Œuvres
- Une enfance provençale
- Sainte Jeanne d'Arc
- Ce que les femmes disent des femmes
- Tante la Capucine
- Une fille de saint François
- La Fête-Dieu
- Capharnaüm
- Le Métier de Pénélope
- Sainte Bernadette de Lourdes
- La Vénérable Anne-Madeleine Rémusat

## Distinctions
- 1926 : prix Alfred-Née de l'Académie française
- 1941 : prix Général-Muteau de l'Académie française